# تومي بانكهيد
تومي بانكهيد (بالإنجليزية: Tommy Bankhead)‏ هو موسيقي أمريكي، ولد في 24 أكتوبر 1931، وتوفي في 16 ديسمبر 2000 بسبب فشل تنفسي.

## وصلات خارجية
- تومي بانكهيد على موقع ميوزك برينز (الإنجليزية)
- تومي بانكهيد على موقع ديسكوغز (الإنجليزية)